# Moraria virginiana
Moraria virginiana är en kräftdjursart som beskrevs av Carter 1944. Moraria virginiana ingår i släktet Moraria och familjen Canthocamptidae. Inga underarter finns listade i Catalogue of Life.